# Johann Baptist von Katzenstein

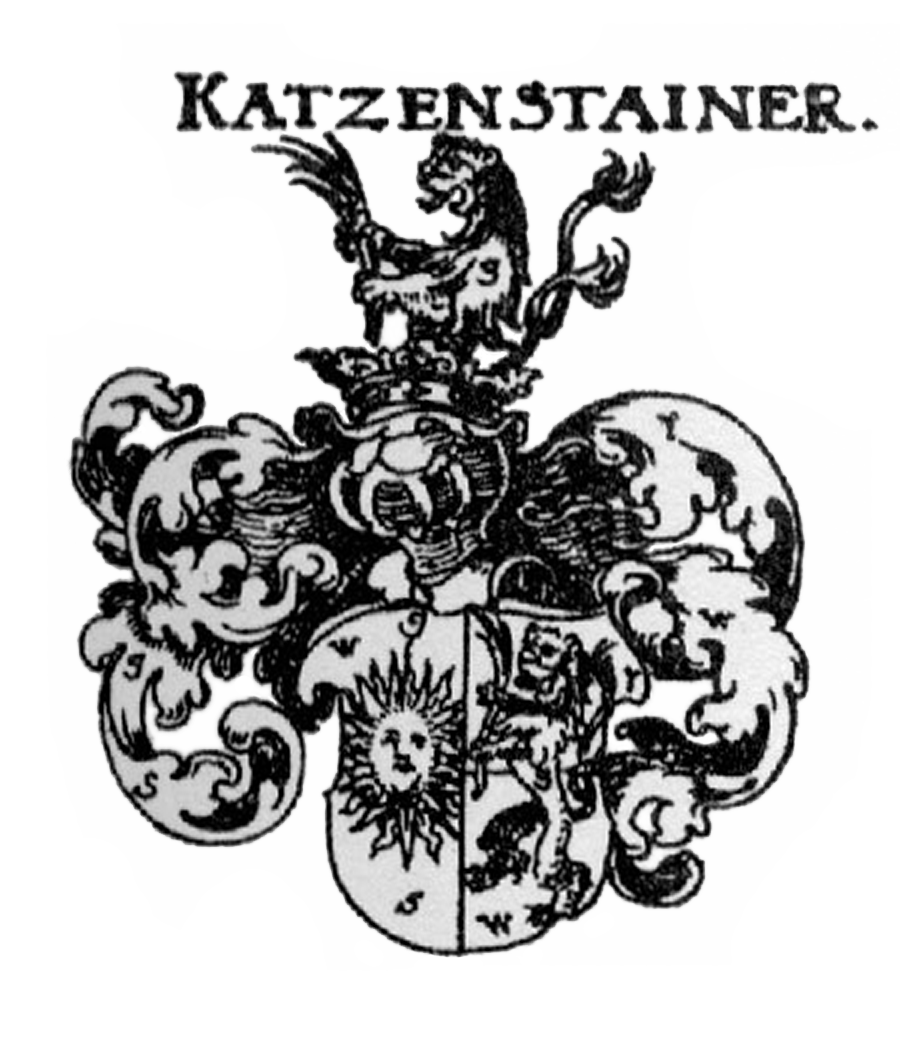
Wappen der Katzensteiner

Johann Baptist Katzensteiner von Katzenstein (* 1548 in Straßburg; † 16. Mai 1624 in Wien) war Höfling und von 1614 bis 1624 Hofkriegsratssekretär am Wiener Hof sowie kaiserlicher Rat und später wirklicher Hofkriegsrat. Bis 1610 war er einer der Chorherren des Stiftes Feuchtwangen im Fürstentum Ansbach.

## Leben
Johann Baptist entstammte einer adeligen Familie der erweiterten Höfischen Gesellschaft am Wiener Kaiserhof mit Ursprung in Feuchtwangen (Viechtwangen). Seine Linie des Adelsgeschlechts wurde 1631 unter die Kärntner Landstände aufgenommen. Mehrere verbeamtete Familienmitglieder waren als Sekretäre, Räte und Kommissäre am Kaiserhof tätig. Bereits im Alter von 23 Jahren wurde er in das Kollegiatstift Feuchtwangen frei aufgenommen und wenig später durch kaiserliche Erste Bitte Präbendar desselben. 1611 wird er als Abkömmling des Domkapitels in Pension genannt.
Vorerst hatte er den Dienstgrad eines Kriegskanzleiregistrators inne. Am 22. Januar 1590 heiratete Johann Baptist in Mödling Sara Strein. Als Hochzeitspräsent wurde ihm von Rudolf II. der Ehrentitel eines kaiserlichen Rates verliehen. Auf dem Regensburger Reichstag 1598 war er als kaiserlicher Delegierter des Hofkriegsrates zum Reichskriegsrat anwesend. Im Folgejahr berichtete er über seine Reise zum Reichstag, über welche die Wiener Hofbuchhalterei 1599 einen partikularen Bericht anfertigte.
Im Jahr 1610 bestätigte das Stift Feuchtwangen die Ablösung seines vom Kaiser verliehenen Kanonikats daselbst mit einer jährlichen Pensionszahlung (Ruhegehalt). Bis 1626 bewohnte seine Familie ein Haus in der Oberen Bäckerstraße in der Wiener Innenstadt. Auf dem Gebäude hielten sie Erbleihe, wofür ein Burgrechtzins zu leisten war.
Johann Baptist von Katzenstein starb am 16. Mai 1624 in Wien und wurde an der dortigen Jesuitenkirche beigesetzt. Seine Grabplatte ist nicht mehr erhalten. Seine Witwe Sara geborene Strein war bis spätestens 1633 in Mannswörth ansässig.

## Anmerkung
1. ↑  Die LMU-München gibt als Geburtsdatum (relativ) um 1560 an.
2. ↑  Aichpichler gibt als Sterbedatum Oktober 1624 an.

| Personendaten    | Personendaten                              |
| ---------------- | ------------------------------------------ |
| NAME             | Katzenstein, Johann Baptist von            |
| ALTERNATIVNAMEN  | Johann Baptist Katzensteiner               |
| KURZBESCHREIBUNG | Hofkriegsrat und Chorherr von Feuchtwangen |
| GEBURTSDATUM     | 1548                                       |
| GEBURTSORT       | Straßburg                                  |
| STERBEDATUM      | 16. Mai 1624                               |
| STERBEORT        | Wien                                       |